# Kiss József (katona)
Kiss József (angolul: Joseph Kiss) (?? — 1865 után) magyar származású amerikai szabadságharcos katona, az északiak oldalán az egységes Egyesült Államokért és a rabszolgák felszabadításáért harcolt.

## Élete
Részt vett az amerikai polgárháborúban, Chicagóban állt be a Mihalotzy Géza parancsnoksága alatt álló 24. számú illinoisi gyalogezredbe, amelyben 1864 január 4-től 1865 július 31-ig harcolt. (Feltehetően azonos azzal a honvéd tűzmesterrel, aki 1852-ben New York-ban aláírta azt a petíciót, amely Kossuth Lajos mellett állt ki az őt gyalázó Szedlák Mátyással szemben, tehát Kiss József részt vett a magyar szabadságharcban, s annak bukása után emigrált a megtorlás elől.)